# Chvalkovice (Náchodi járás)
Chvalkovice település Csehországban, Náchodi járásban. Chvalkovice Vlčkovice v Podkrkonoší, Dolany, Vestec, Velký Třebešov, Kohoutov, Lhota pod Hořičkami és Brzice településekkel határos. Lakosainak száma 804 fő (2024. január 1.).

## Népesség
A település lakosságának változását az alábbi diagram mutatja:
| Lakosok száma | 2097 | 1733 | 1558 | 959  | 763  | 630  | 736  | 736  | 792  | 804  |
|               | 1869 | 1890 | 1921 | 1950 | 1980 | 2001 | 2017 | 2019 | 2022 | 2024 |